# Geef mij je angst
Geef mij je angst is een lied uit 1982 oorspronkelijk van de Oostenrijkse zanger Udo Jürgens, uitgebracht onder de Duitstalige titel Gib mir deine Angst. Volkszanger André Hazes vertaalde het en bracht het nummer uit in 1983. Guus Meeuwis bracht zijn versie uit in 2005 waarna het op nummer 1 belandde. Al eerder nam Meeuwis op verzoek van Edwin Evers dit nummer op ter gelegenheid van het zilveren jubileumconcert van Hazes.
Na het overlijden van Hazes vroeg diens weduwe Rachel of Meeuwis het nummer ten gehore wilde brengen tijdens de afscheidsplechtigheid in de Amsterdam ArenA. Vlak na de begrafenis van Hazes steeg het nummer naar de hoogste positie van de Single Top 100 en de Top 40 en werd tevens hit van het jaar.
In 2012 had Dave Dekker na een optreden in The Voice Kids nog een kleine hit, met een nummer 95-notering in de Single Top 100.

## Hitnoteringen

### NPO Radio 2 Top 2000
| Nummers met noteringen in de NPO Radio 2 Top 2000 | '05 | '06 | '07 | '08 | '09 | '10 | '11 | '12 | '13 | '14 | '15 | '16 | '17 | '18 | '19 | '20 | '21 | '22 | '23 | '24 |
| ------------------------------------------------- | --- | --- | --- | --- | --- | --- | --- | --- | --- | --- | --- | --- | --- | --- | --- | --- | --- | --- | --- | --- |
| Geef mij je angst (André Hazes)                   | 217 | 163 | 125 | 261 | 428 | 350 | 428 | 376 | 345 | 371 | 382 | 426 | 361 | 415 | 371 | 332 | 366 | 466 | 430 | 407 |
| Geef mij je angst (Guus Meeuwis)                  | 79  | 63  | 87  | 137 | 130 | 142 | 159 | 180 | 218 | 301 | 260 | 332 | 461 | 431 | 383 | 484 | 520 | 614 | 593 | 607 |

1. ↑  Een vetgedrukt getal geeft de hoogste notering van een nummer aan.
2. ↑  2005 was het eerste jaar met een notering voor een van deze nummers.

### Evergreen Top 1000
| Evergreen Top 1000 "Geef mij je angst" - André Hazes | Evergreen Top 1000 "Geef mij je angst" - André Hazes | Evergreen Top 1000 "Geef mij je angst" - André Hazes | Evergreen Top 1000 "Geef mij je angst" - André Hazes | Evergreen Top 1000 "Geef mij je angst" - André Hazes | Evergreen Top 1000 "Geef mij je angst" - André Hazes | Evergreen Top 1000 "Geef mij je angst" - André Hazes | Evergreen Top 1000 "Geef mij je angst" - André Hazes | Evergreen Top 1000 "Geef mij je angst" - André Hazes | Evergreen Top 1000 "Geef mij je angst" - André Hazes | Evergreen Top 1000 "Geef mij je angst" - André Hazes | Evergreen Top 1000 "Geef mij je angst" - André Hazes | Evergreen Top 1000 "Geef mij je angst" - André Hazes | Evergreen Top 1000 "Geef mij je angst" - André Hazes | Evergreen Top 1000 "Geef mij je angst" - André Hazes | Evergreen Top 1000 "Geef mij je angst" - André Hazes | Evergreen Top 1000 "Geef mij je angst" - André Hazes |
| Jaar                                                 | 2008                                                 | 2009                                                 | 2010                                                 | 2011                                                 | 2012                                                 | 2013                                                 | 2014                                                 | 2015                                                 | 2016                                                 | 2017                                                 | 2018                                                 | 2019                                                 | 2020                                                 | 2021                                                 | 2022                                                 | 2023                                                 |
| ---------------------------------------------------- | ---------------------------------------------------- | ---------------------------------------------------- | ---------------------------------------------------- | ---------------------------------------------------- | ---------------------------------------------------- | ---------------------------------------------------- | ---------------------------------------------------- | ---------------------------------------------------- | ---------------------------------------------------- | ---------------------------------------------------- | ---------------------------------------------------- | ---------------------------------------------------- | ---------------------------------------------------- | ---------------------------------------------------- | ---------------------------------------------------- | ---------------------------------------------------- |
| Positie                                              | -                                                    | -                                                    | -                                                    | -                                                    | -                                                    | 308                                                  | 211                                                  | 166                                                  | 342                                                  | 335                                                  | 513                                                  | 224                                                  | 389                                                  | 543                                                  | 456                                                  | 351                                                  |